# لیلیت موسیسیان
لیلیت موسیسیان (ارمنی: Լիլիթ Մովսիսյան؛ انگلیسی: Lilit Movsisyan؛ ۱۹۸۹) کارگردان، تدوینگر و فیلم‌نامه‌نویس اهل ارمنستان است. وی از سال میلادی تاکنون مشغول فعالیت بوده‌است.

## زندگی‌نامه
وی در ۱۹۸۹ در ایروان به دنیا آمد و از انستیتو دولتی سینما و تئاتر ایروان فارغ‌التحصیل گشت. 